# Slaget vid Oslo 1308
Slaget vid Oslo 1308 var ett slag i Oslo, som utkämpades mellan julen 1308 och januari 1309. Slaget försiggick på platsen där Nedre Foss låg, bron över Akerselva. Den norska ledungen från Oslos omnejd mötte svenskt rytteri i strid. Nära tusen norrmän, det vill säga en tredjedel ur den den norske ledungen, dödades. 
Under slaget belägrades fästningen Akersborg.
Till grund för historieskrivningen om slaget ligger bland annat Erikskrönikan. Slaget var ett av de första i Norge vari koncentrerade kavalerichocker ingick i striderna.